# There Will Never Be Another You
There Will Never Be Another You is een populaire jazzstandard met muziek van Harry Warren en tekst van Mack Gordon.
Het lied werd gecomponeerd voor de musical Iceland (1942) van Twentieth Century Fox waarin Sonja Henie de hoofdrol speelt. There Will Never Be Another You werd gepubliceerd in 1942, en is een van de meest bekende en uitgevoerde standards van het jazzrepertoire. Enkele van de bekendere artiesten die covers maakten van het lied zijn Chet Baker,Nat King Cole, Woody Herman, Frank Sinatra en Rita Reys (in The Cool Voice of Rita Reys uit 1956).